# Руденки-Гончары

Руденки-Гончары (укр. Руденки-Гончарі) — село,
Удовиченковский сельский совет,
Зеньковский район,
Полтавская область,
Украина.
Код КОАТУУ — 5321386907. Население по переписи 2001 года составляло 3 человека.

## Географическое положение
Село Руденки-Гончары находится на расстоянии в 1 км от села Зайцы.
По селу протекает пересыхающий ручей с запрудой.

## История
В 1859 году на хуторе Руденков в 4 дворах проживало 19 человек (9 мужского и 10 женского пола)
Есть на карте 1869 года